# دن کان
دن کان (انگلیسی: Dan Kan) مدیر کارآفرین، کارآفرین و اهالی کسب‌وکار اهل ایالات متحده آمریکا است، که در سال ۲۰۱۳ شرکت کروز ال‌ال‌سی را تأسیس کرد.